# Langsdorfia franckii
Langsdorfia franckii é um inseto da ordem Lepidoptera; uma mariposa, ou traça, noturna e neotropical da família Cossidae; classificada em 1824 por Jakob Hübner, na obra Sammlung exotischer Schmetterlinge, e sendo a espécie-tipo do seu gênero. Ela está citada numa ampla distribuição geográfica que vai do México e América Central continental até o norte da Argentina.

## Nomenclatura vernácula
No Brasil esta espécie tem recebido, na Internet, as denominações vernáculas mariposa-cara-de-elefante ou mariposa-carranca por apresentar característicos ocelos, em vista superior, sobre suas asas, e arquear o seu abdômen de maneira a simular o focinho de um possível predador; por vezes também parecendo o rosto de um cachorro. Ela também tem recebido o nome mariposa-carpinteira porque as larvas de Cossidae, em geral, vivem como brocas em caules, galhos e raízes; no caso de Langsdorfia franckii havendo a procura por plantas do gênero Lantana (Verbenaceae); a larva desta mariposa podendo lhes causar danos substanciais aos caules e raízes.

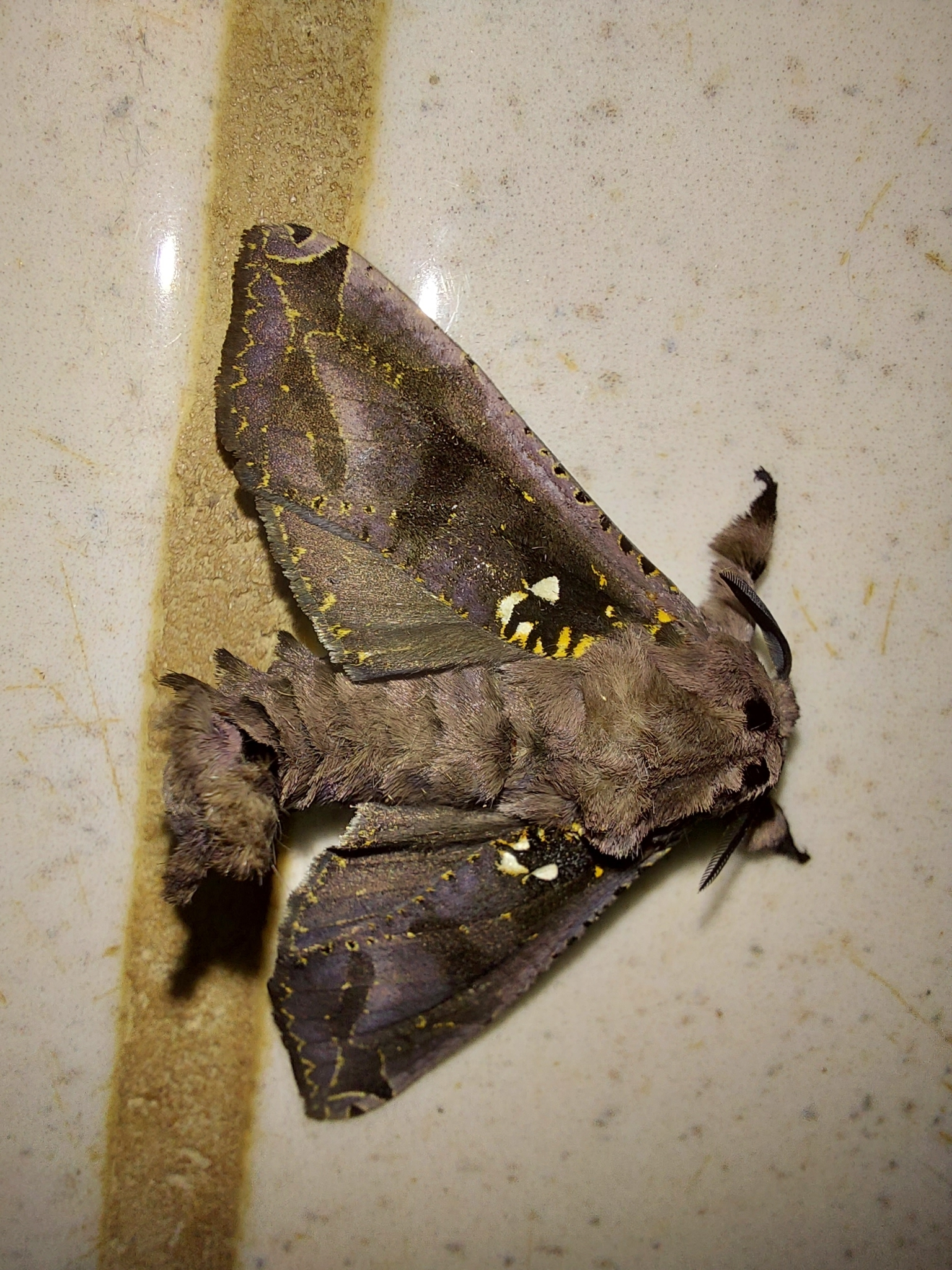
Fotografia de L. franckii em característica posição arqueando o seu abdômen de maneira a simular o focinho de um predador.